# Antoni Ciosiński
Antoni Ciosiński (ur. 11 czerwca 1904 w Zwierzyńcu, zm. 25 września 1933 w Krakowie) – oficer Wojska Polskiego, porucznik obserwator, pilot.

## Życiorys
Syn Józefa i Anieli z doku Augustynowicz. W 1923 roku zdał egzamin maturalny i wstąpił do Szkoły Podchorążych Inżynierii w Warszawie. 
W 1925 roku przeniósł się do Oficerskiej Szkoły Lotniczej w Grudziądzu, którą ukończył w 1927 r. z 14 lokatą. W stopniu sierżanta podchorążego obserwatora otrzymał przydział do 22. eskadry lotniczej 2. pułku lotniczego. W 1928 roku został awansowany do stopnia podporucznika, w 1930 r. porucznika. 
W 1930 roku został skierowany na kurs pilotażu do Centrum Wyszkolenia Oficerów Lotnictwa, po jego ukończeniu służył jako pilot w 121 eskadrze myśliwskiej 2. pl. W 1931 roku został skierowany na kurs wyższego pilotażu w Lotniczej Szkole Strzelania i Bombardowania w Grudziądzu. Po jego ukończeniu powrócił do 121 em na stanowisko zastępcy dowódcy eskadry.
25 września 1933 roku zginął podczas zderzenia jego PZL P.7 nr 6.12 z samolotem Aeroklubu Krakowskiego kołującego przez lotnisko. Został pochowany w kwaterze lotniczej Cmentarza Rakowickiego w Krakowie.